# Авдей
Авде́й, также Авди́й, или А́вдий (от Овадия, ивр. עֹבַדְיָה‎, «слуга Бога») — мужское русское личное имя еврейского происхождения. 
Существует два возможных происхождения имени, попавшего в русский язык: от древнееврейского obadyā (abdiyāhu) — буквально раб, слуга бога; от греческого audēis, означающего благозвучный, говорящий. Также предполагается, что в церковнославянский язык имя попало из греческого, а им в свою очередь было заимствовано из еврейского.
На Русь принесено вместе с христианством из Византии в виде Авдий, но в повседневной речи использовалась форма Авдей. По сведениям В. А. Никонова, в середине 1980-х годов имя не употреблялось.
От имени Авдей/Авдий были образованы фамилии: Авдеев, Авдиев, Авдеенко, а также Авдеичев, Авдусин, Авдушев, Авдюков, Авдюнин, Авдюничев.

## Именины
- Православные[1]: 18 сентября, 2 декабря.